# Тебесса (вілаєт)
Тебесса (араб. ولاية تبسة‎‎) — вілаєт Алжиру. Адміністративний центр — м. Тебесса. Площа — 14 227 км². Населення — 657 227 осіб (2008).

## Географічне положення
На сході проходить кордон з Тунісом. На півночі межує з вілаєтом Сук-Ахрас, на північному заході — з вілаєтом Ум-ель-Буакі, на сході — з вілаєтом Хеншела, на заході — з вілаєтом Хеншела, на півдні — з вілаєтом Ель-Уед.
Розташований в Атлаських горах.

## Адміністративний поділ
Поділяється на 12 округів та 28 муніципалітетів.
| Алжир | Це незавершена стаття з географії Алжиру. Ви можете допомогти проєкту, виправивши або дописавши її. |